# Aleya de Tathir
La aleya de Tathir (en árabe: آیة التطهیر‎, romanizado: Ayah Al-T’athir) se denomina así a una parte del versículo 33 de la Sura al-Ahzab del Sagrado Corán, donde se habla de la voluntad de Dios para purificar a Ahlul Bayt del pecado y de todo tipo de impureza. Esta aleya se utiliza como una prueba fuerte para establecer la infalibilidad de Ahlul Bayt.

## Contenido de la aleya de Tathir
El sagrado Corán en la aleya de Tathir (Sura Al-Aĥzāb: 33) introduce a Ahlul Bayt como seres purificados de todo mal por la voluntad divina:
إِنَّمَا يُرِيدُ اللَّـهُ لِيُذْهِبَ عَنكُمُ الرِّجْسَ أَهْلَ الْبَيْتِ وَيُطَهِّرَكُمْ تَطْهِيرا

“Ciertamente, Dios quiere apartar de vosotros Ahlul Bayt la impureza y purificaros absolutamente.”
Corán 33:33.

## Origen de la aleya
En algunas narraciones, se ha mencionado que este versículo fue revelado en la casa de  Umm Salamah, una de las esposas de Mahoma.
Al revelar esta aleya, Mahoma estaba con Ali Ibn Abi Talib , Fátima az-Zahra, Hasan ibn Ali y Husayn ibn Ali. En ese instante, Mahoma cubrió su manto sobre Ali Ibn Abi Talib , Fátima az-Zahra, Hasan ibn Ali y Husayn ibn Ali, y luego levantó sus manos al cielo mientras oraba y decía: “Oh Dios, estas cuatro personas son mi Ahlul Bayt (gente de mi casa), purifícalos de toda impureza”.

## ¿Quiénes son Ahlul Bayt?
Hay diferentes ideas entre los exégetas del Sagrado Corán.
La mayoría de los Compañeros de Mahoma y aquellos que vivían en la época de Mahoma como Anas Ibn Malík, Abu Sa'id al-Jidri, Umm Salamah, Aisha, Saad Ibn Abi Waqqas, Abdal-lah Ibn Ya’far y Abdal-lah Ibn Abbas estaban de acuerdo en que los miembros de Ahlul Bayt eran Ali, Fátima, Hasany  Husayn . También, se han narrado muchos Hadices de los Imames de chi’itas que confirman esta idea.

También, Ahmad bin Hanbal (un sabio sunita) en su libro Musnad menciona varias historias y narraciones en las cuales el Profeta Mahoma explicaba claramente que la aleya de Tathir hace referencia a Fátima, su esposo y sus dos hijos.
El mismo autor, escribe en el libro de Faza’il al-Sahaba que Mahoma por aproximadamente 6 meses, cuando salía de su casa para realizar el Rezo del alba, al llegar a la puerta de la casa de Fátima  llamaba: 
“¡Oh Ahlul Bayt! ¡El Rezo…El Rezo! Oh Ahlul Bayt. Ciertamente, Dios quiere apartar de vosotros Ahlul Bayt la impureza y purificaros absolutamente”. 
Otra opinión enuncia que el significado de Ahlul Bayt abarca a las esposas del Profeta, porque antes de esta aleya, se habla de las esposas de Mahoma.
La opinión más aceptable acerca del significado de Ahlul Bayt en esta aleya se refiere a que este término incluye a Ali, Fátima az-Zahra, Hasan y Husayn, y aclara, que esta aleya no puede referirse sólo a las esposas de Mahoma, porque en esta aleya se encuentran pronombres masculinos, mientras que las esposas del Profeta son femeninas, y no es correcto utilizar pronombres masculinos para referirse a ellas.